# Гора Гарц (національний парк)
Національний парк Гори Гарц (англ. Hartz Mountains National Park) — національний парк, розташований на півдні острова Тасманія, Австралія. Це один із 19 національних парків Тасманії, а в 1989 році його було включено до Всесвітньої спадщини дикої природи Тасманії на знак визнання його природних і культурних цінностей. Гори Гарц, які є частиною національного парку, були названі на честь гірського масиву німецького середньогір'я, гір Гарц у Німеччині.

## Географія і геологія

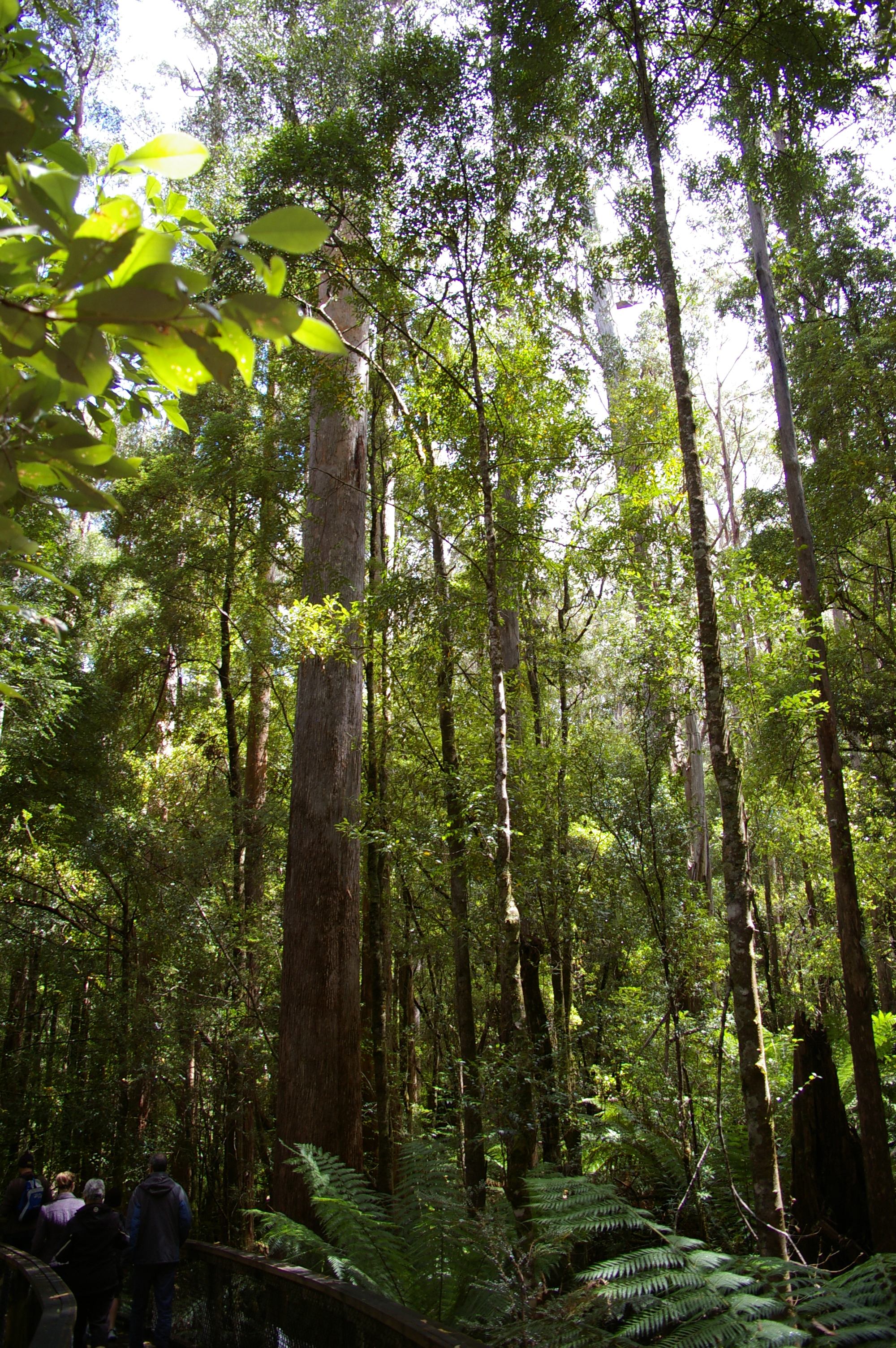
«Центуріон» — ім'я найвищого у світі відомого евкаліпта (100,5 м)

Більшість території парку має середню висоту понад 600 метрів над рівнем моря, з висотою від 160 м на річці Піктон до 1255 м на вершині піку Гарц. Основою гірських порід у парку є магматичні гірські породи діабаз, а південні райони на нижчих висотах складаються з осадових порід, утворених із відкладень морських, льодовикових і прісноводних джерел між 355 і 180 мільйонами років тому. Рельєф був змінений з плином часу внаслідок кількох льодовикових періодів, утворюючи цирки, горнові вершини, арети та льодовикові жолоби.

## Флора і фауна

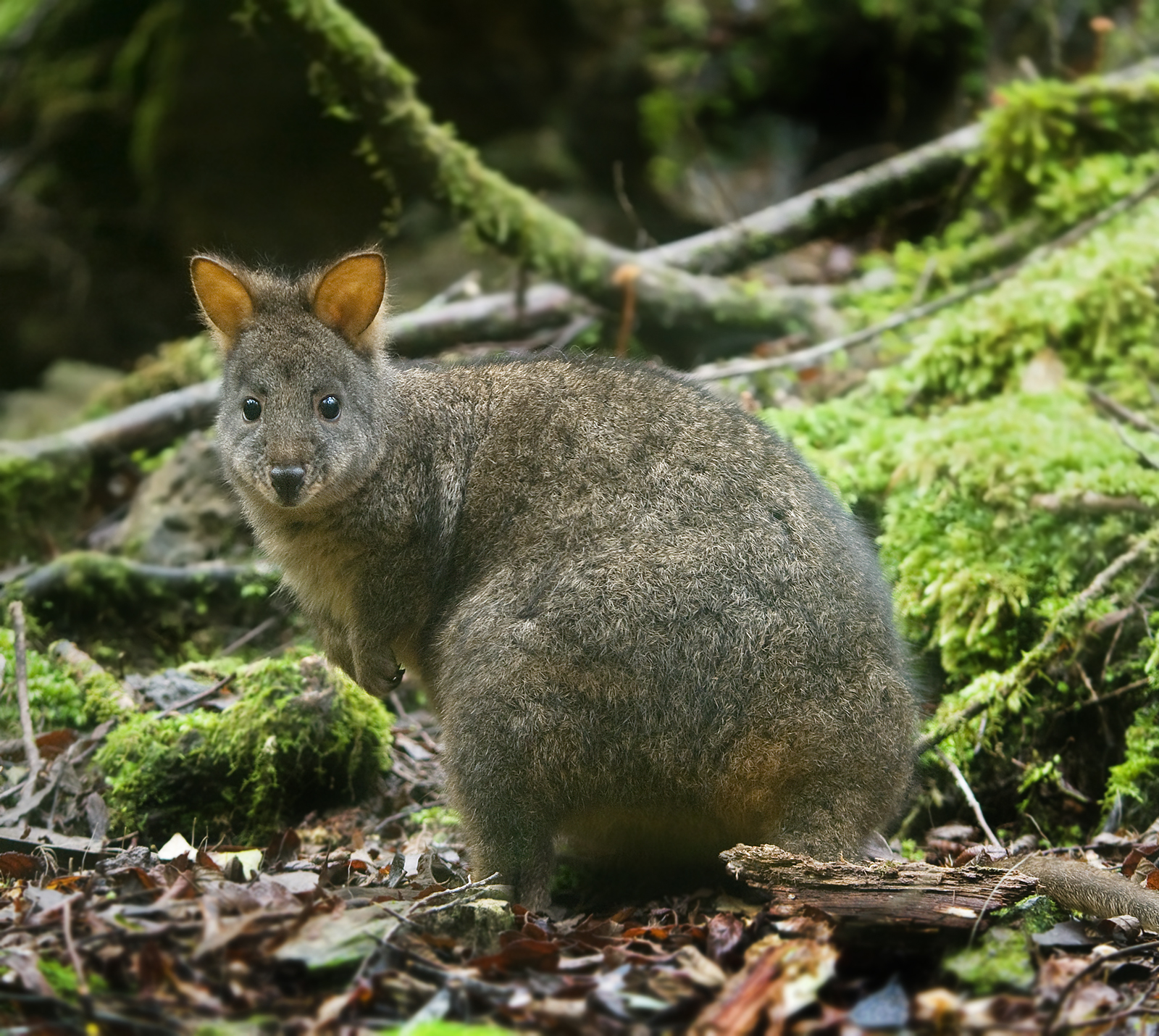
У парку мешкають тасманійські падемелони

Різноманітна рослинність включає вологі евкаліптові ліси, основу яких складають дерева родини миртових (евкаліпти, корумбіяї, ангофори тощо), змішані ліси, де переважає тасманійський дуб (Eucalyptus obliqua), тропічні ліси, субальпійські та альпійські ліси. Серед тропічних лісів переважають Nothofagus cunninghamii, Atherosperma moschatum, Eucryphia lucida і Anopterus glandulosus. У субальпійських лісах переважають три типи евкаліптів: Eucalyptus coccifera, Eucalyptus vernicosa найменший евкаліпт Австралії та Eucalyptus subcrenulata. Велика частина підліску складається з вересових рослин, у тому числі Telopea truncata.
Більшість ссавців у парку ведуть нічний спосіб життя, до них належать валлабі Беннетта (Notamacropus rufogriseus), тасманійські падемелони (Thylogale billardierii) , кузу (Trichosurus), єхидни (Tachyglossidae) та качкодзьоби (Ornithorhynchus anatinus). Серед амфібій виділяється мохова жаба (Crinia nimbus), яка була виявлена в горах Гарц у 1992 році. Серед поширених у парку птахів слід зазначити тасманійську розеллу (Platycercus caledonicus), лісового крука (Corvus tasmanicus), східного медолюба-шилодзьоба (Acanthorhynchus tenuirostris) та інших медолюбових (Meliphagidae).

## Історія парку
Територія парку колись була населена аборигенами Меллукерді. Перші європейці прибули на цю територію в 19 столітті в пошуках деревини сосни Франкліна (Lagarostrobos franklinii).
У 1840-х роках ранні поселенці, зокрема родина Джівс, заснували містечко Джівстон і проклали першу дорогу до гір Гарц. У результаті цей район став одним із найперших популярних місць для прогулянок на Тасманії. Зростання популярності території для відпочинку призвело до того, що в 1939 році її оголосили мальовничим заповідником. У 1951 році його було оголошено національним парком, а в 1989 році його включили до Всесвітньої спадщини дикої природи Тасманії.

## Клімат
Клімат Національного парку Гори Гарц — помірний, вологий, його можна порівняти з кліматом Європи чи Північної Америки, за винятком того, що через велику кількість рослинності у парку випадає більше опадів, ніж у Європі чи Північній Америці. Літо (грудень — лютий) або м'яке, або прохолодне, і воно рідко стає «жарким», а середня температура навіть не досягає 20 °C. Взимку (червень — серпень) температура опускається нижче нуля майже щодня, але саме такий клімат характерний для більшості Тасманійської пустелі.
На відміну від материка, дощові місяці, як правило, припадають на початок зими, тобто приблизно в червні до середини весни в жовтні, причому серпень є найбільш дощовим місяцем у році, а січень — найпосушливішим.

## Галерея

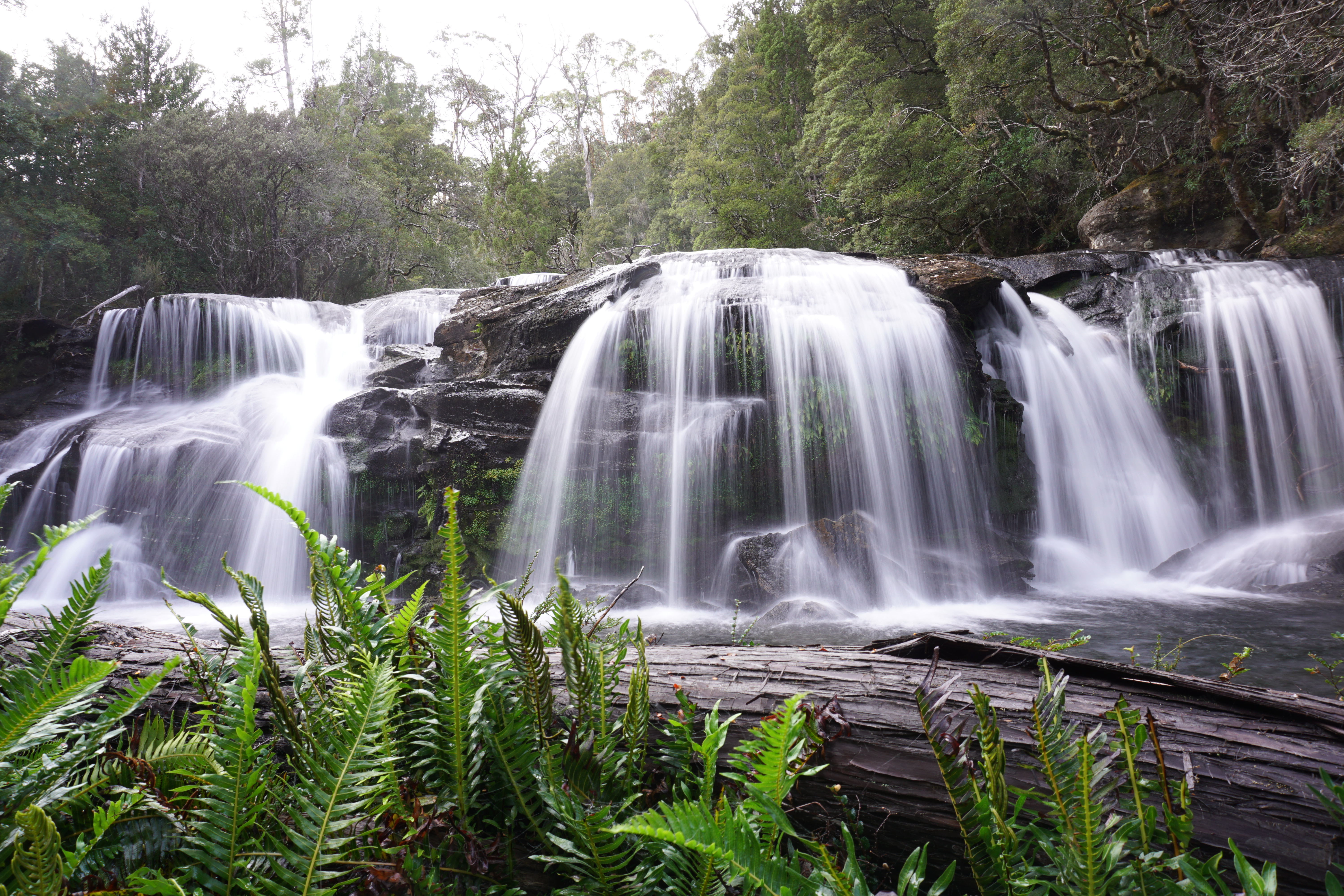
Водоспад Кларк
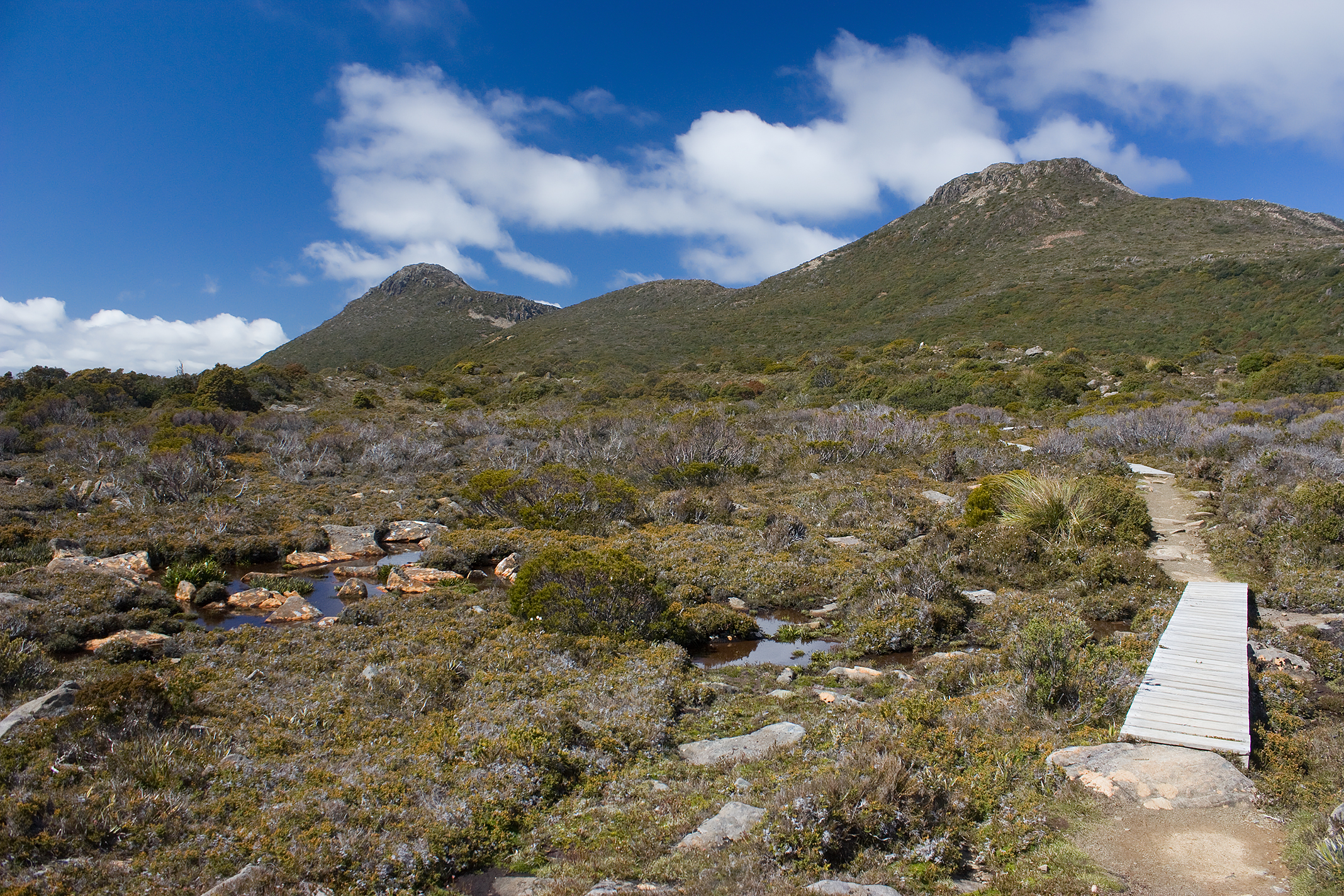
Гори Гарц
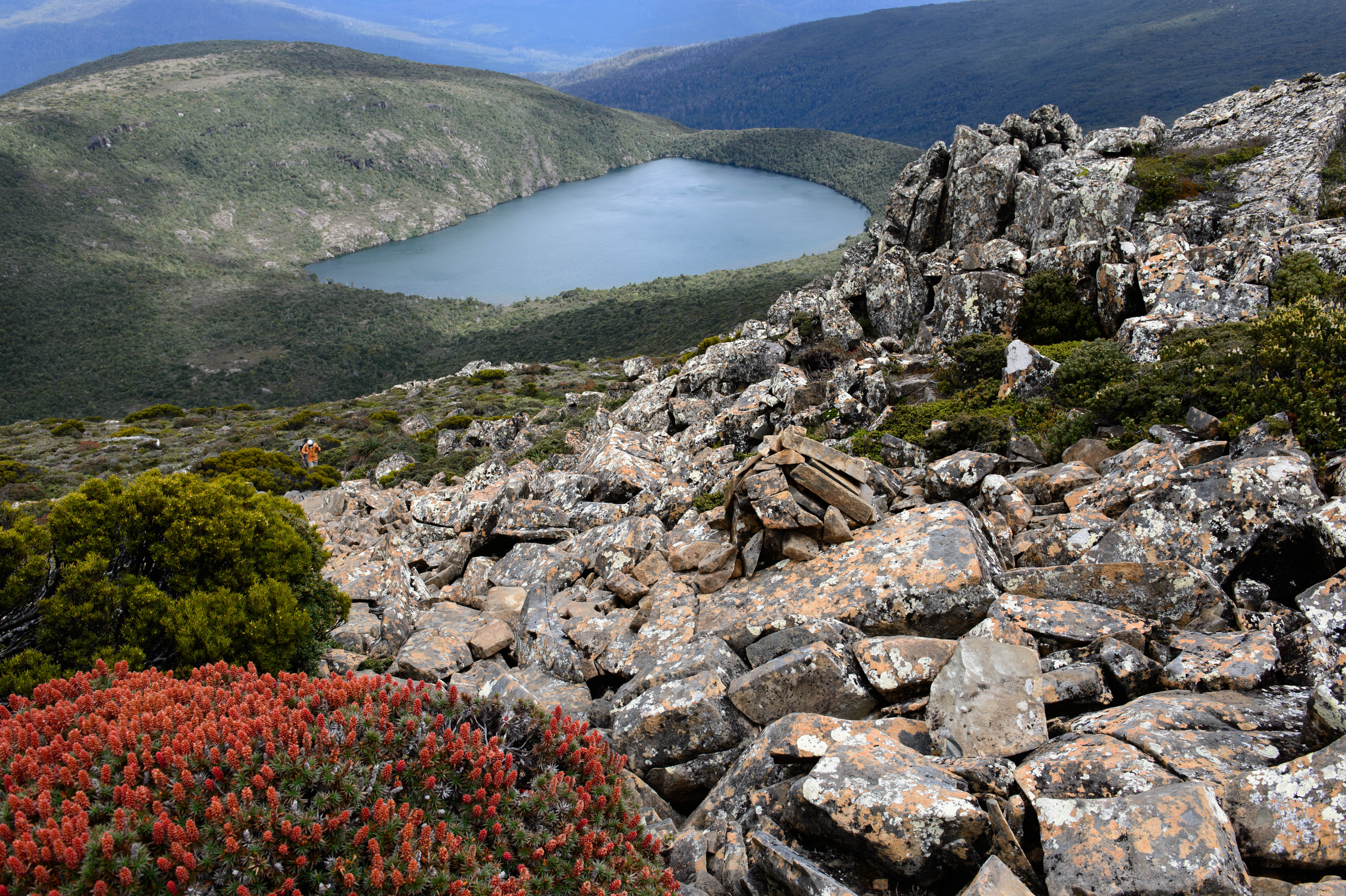
Озеро Гарц